# Шпион, или Повесть о нейтральной территории
«Шпио́н, или По́весть о нейтра́льной террито́рии» (англ. The Spy: a Tale of the Neutral Ground) — роман Джеймса Фенимора Купера, вышедший в 1821 году; второй в его творческой биографии и первый из романов, основанных на американском материале.

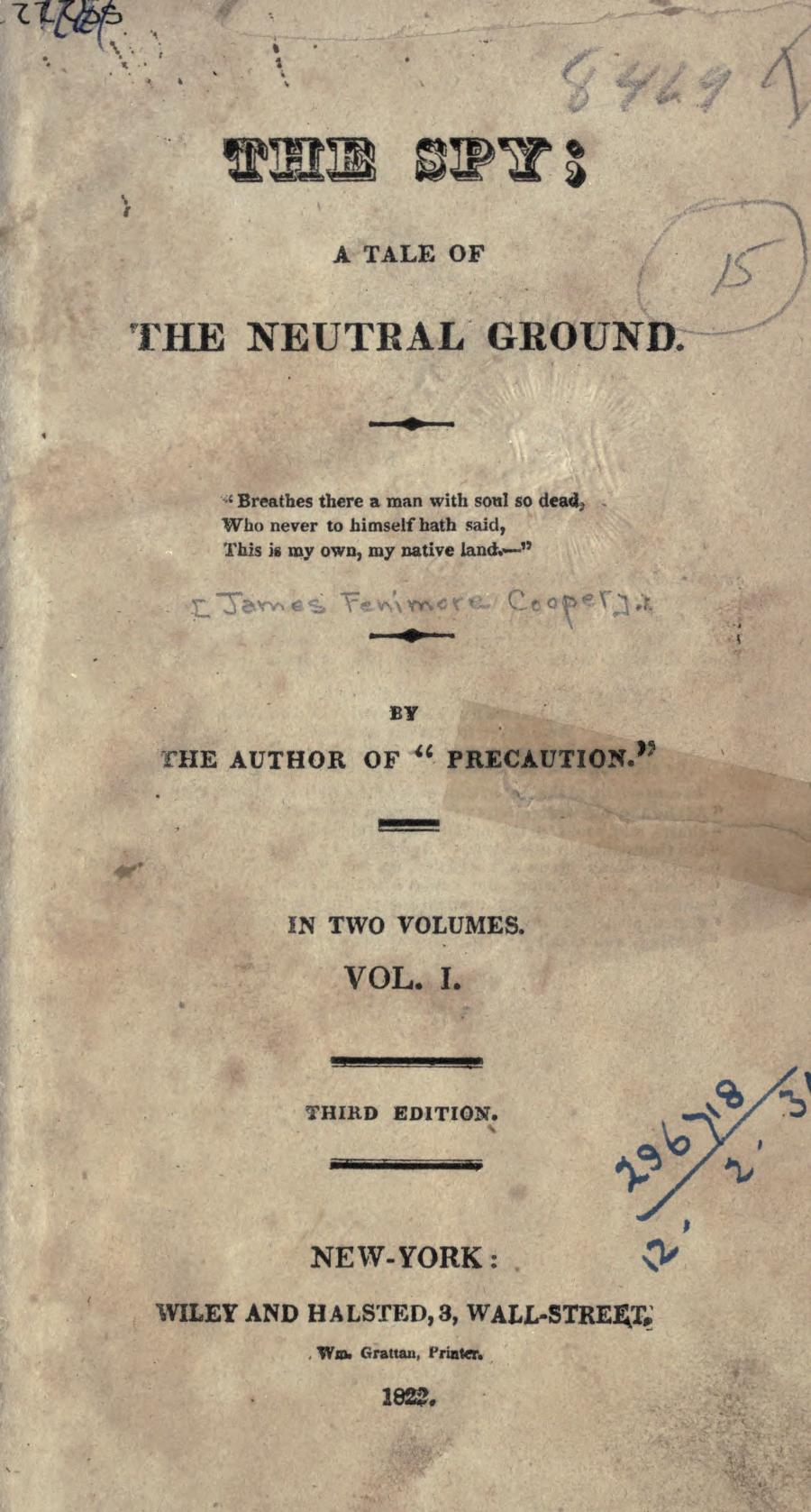
Джеймс Фенимор Купер «Шпион». Издание 1822 года

## История создания

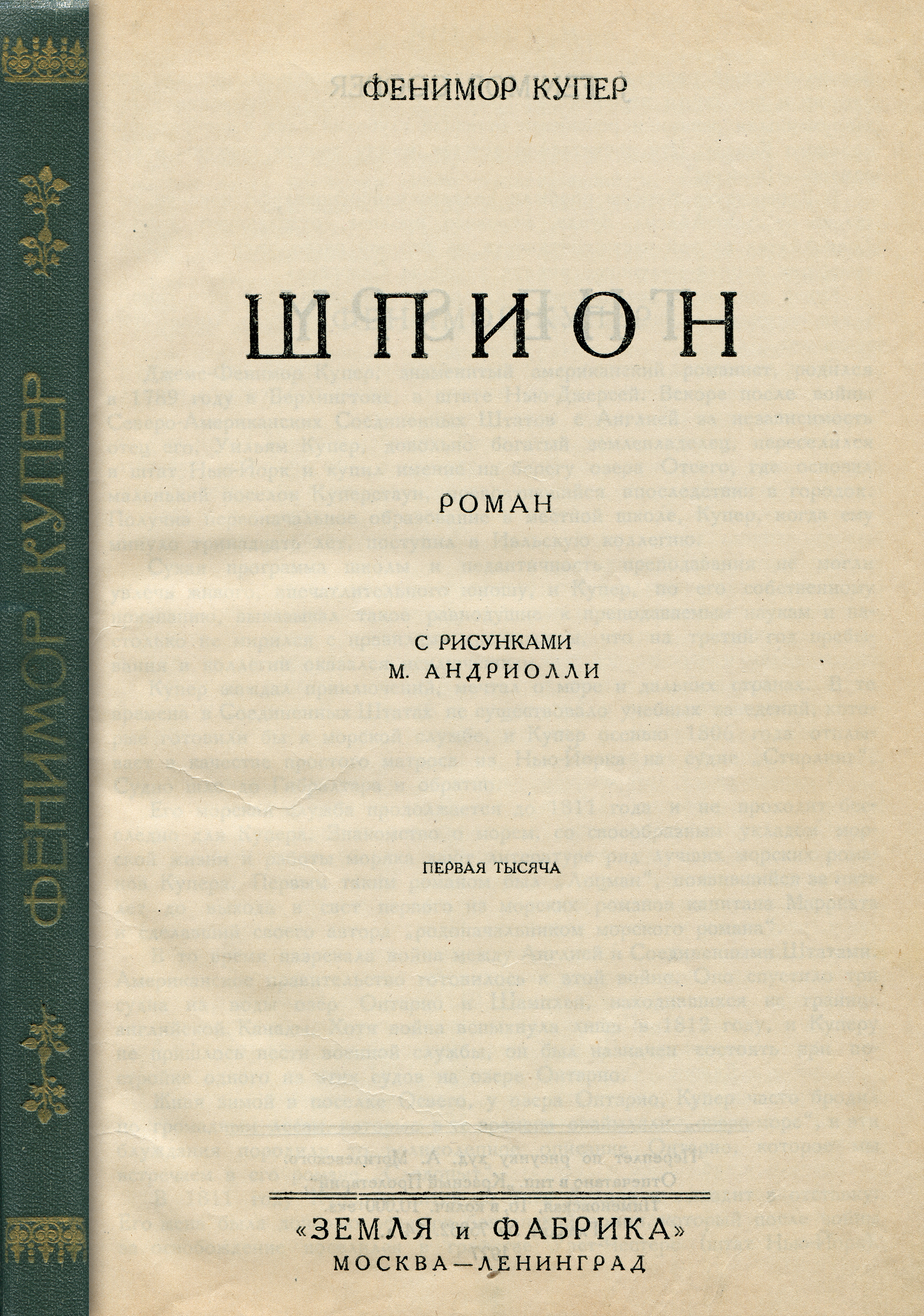
Джеймс Фенимор Купер, роман «Шпион». Издание СССР, 1927 год.

Купер начал работать над новым романом ещё до того, как была закончена его первая книга, «Предосторожность». По совету жены и в ответ на критику «Предосторожности» он решил написать книгу, действие которой происходило бы в Америке. Он писал издателю: «Задача изобразить американские нравы и американскую действительность так, чтобы это изображение заинтересовало самих американцев, — очень сложна, и я не уверен, удастся ли мне это. Но признаюсь, что мой новый замысел более привлекает меня, чем „Предосторожность“». Источником материала для Купера стали воспоминания его старших современников, своими глазами видевшие Войну за независимость.
Роман был закончен в течение лета и осени 1821 года. Некоторое время Купер колебался перед тем, как отдать текст издателю: он не был уверен в том, что публика, воспитанная на английской литературе, заинтересуется книгой, описывающей американские реалии. В декабре 1821 года книга всё же увидела свет.

## Сюжет
Действие «Шпиона» происходит во время Войны за независимость США. Главный герой — Гарви Бёрч, скромный американец, выдающий себя за обычного торговца вразнос, а в действительности собирающий для Континентальной армии военную информацию на территориях, контролируемых английскими войсками.
Важное место в повествовании занимает семья богатых землевладельцев Уортонов, которые симпатизируют англичанам, но их младшая дочь Френсис влюблена в майора Континентальной армии Данвуди. В конце книги Данвуди женится на Френсис, а Бёрч встречается с Джорджем Вашингтоном и отвергает предложенную ему награду. Он погибает спустя тридцать лет на следующей войне с англичанами, и капитан Данвуди (сын майора и Френсис) узнаёт из найденной при нём записки правду о деятельности Бёрча.
Харви Бёрч отдаленно схож с Енохом Кросби — существовавшим в реальности американским разведчиком, который сотрудничал во время войны с Джоном Джеем, другом Купера. Издатель Х. Л. Барнум в изданной им в 1828 году книге заявил, что «джентльмен с хорошей репутацией» и близкий друг Купера в разговоре с ним настаивал на неслучайности этого сходства. Прототипом майора Данвуди стал известный кавалерийский офицер Континентальной армии Генри Ли («Легкоконный Гарри»).

## Реакция и значение
«Шпион» имел большой успех: первый тираж в тысячу экземпляров был распродан за месяц, за следующие полгода в Америке вышли ещё два издания. Уже через два месяца книга увидела свет в Англии, а затем стали появляться переводы на французский, немецкий, испанский, итальянский и другие языки; в 1825 году вышел русский перевод (с французского). Впервые произведение американской литературы снискало такой успех.
Рецензенты отзывались о книге очень одобрительно, заявляя, что её публикация дала положительный ответ на вопрос — достаточно ли богаты американская история и американская культура для того, чтобы на их основе можно было развивать жанр исторического романа.
Фенимор Купер стал благодаря своей второй книге общепризнанным лидером оригинальной американской литературы. Он переехал в Нью-Йорк, чтобы быть в самой гуще культурной жизни, и окончательно связал свою жизнь с писательством. «Шпион» принёс Куперу 4 тысяч долларов гонорара, благодаря чему писатель, потерявший к тому моменту семейное состояние, понял, что сможет зарабатывать на литературе.
Литературоведы отмечают, что в образе Харви Бёрча есть многие черты, позже использованные Купером при создании самого известного его персонажа — Натти Бампо. Это авантюрист, который сопротивляется влиянию общества и живёт фактически отшельническую жизнь, замыкаясь в своём высоконравственном мире.
«Шпион» стал литературной основой двух одноимённых опер — Анджело Виллани (1849) и Луиджи Ардити (1856).